# EZ Publish
eZ Publish war ein Open-Source-Enterprise-Content-Management-System. Es wurde von dem norwegischen Unternehmen Ibexa (bis April 2020 eZ Systems) zusammen mit einer Benutzer- und Entwickler-Community entwickelt. eZ Publish ist sowohl zum kostenlosen Download unter der GPL, als auch unter proprietären Lizenzen mit entsprechendem kommerziellem Support erhältlich und zielt auf die Entwicklung von professionellen Webapplikationen mit PHP. Nachfolger von eZ Publish ist seit 2015 eZ Platform.
Der Name eZ Publish ist ein Wortspiel mit dem englischen easy und wird wie das englische easy publish ausgesprochen.

## Einsatzgebiete
eZ Publish erlaubt die Entwicklung professioneller, individueller Web-Applikationen. Typische Anwendungen reichen von der persönlichen Homepage über die klassische mehrsprachige Unternehmens-Präsenz mit rollenbasiertem Mehrbenutzer-Zugriff – auch für das Intranet – und E-Commerce-Funktionalität, dann für Magazine, Zeitungen, Zeitschriften bis hin zu Online-Communitys.
eZ Publish wird nach Angaben des Herstellers weltweit für mehr als 170.000 Webanwendungen aller Art und Größe eingesetzt, darunter das MIT, die Zeitschrift Vogue, die NASA, die US Navy, Sat.1 und das Schweizer Fernsehen.

## Bedienung
eZ Publish wird über einen Webbrowser gesteuert, lokale Zusatzsoftware ist nicht notwendig. Ein Rich-Text-Editor, in dem Inhalte wie in einer Textverarbeitung (z. B. Word) formatiert werden können, erlaubt auch Anwendern ohne HTML-Kenntnissen redaktionelle Beiträge. Alternativ kann für die Bearbeitung direkt der Internetauftritt (das Frontend, also der für den Besucher sichtbare Teil der Seite) genutzt werden.
Eine weitere Möglichkeit ist das Editieren mit OpenOffice.org und WebDAV. Die Dokumente werden einfach mit dem Explorer, Konqueror oder Finder in den gewünschten Ordner geschoben und dann automatisch veröffentlicht. Genauso wird ein existierendes Objekt editiert.

## Hersteller / Geschäftsmodell
Der Hersteller Ibexa verfolgte mit der kostenlosen Veröffentlichung der Software einen Ansatz, den das Unternehmen als „best of both worlds“ bezeichnete. eZ Publish darf im Rahmen der GPL kostenlos verwendet und modifiziert werden. Gegen Gebühr ist zusätzlich professionelle Unterstützung erhältlich. So bot Ibexa mit dem eZ Network eine Herstellergarantie kombiniert mit einem Wartungsvertrag an. Außerdem konnte eine Professional Licence erworben werden, welche dazu berechtigte, eZ Publish unter anderen Lizenzen als der GPL zu verwenden, was die Änderung am Quellcode erlaubte, ohne dass diese erneut unter GPL veröffentlicht werden müssen. Ibexa versuchte damit, die Vorteile von kommerzieller und freier Software zu kombinieren. Das Unternehmen wurde für dieses Geschäftsmodell mehrfach ausgezeichnet, darunter mit dem CM Forum 2006 Web Idol Award, dem Norwegian Prize for promoting Free Software sowie als eines der 100 einflussreichsten Unternehmen der IT-Industrie.
Ibexa betreut und zertifiziert Partnerunternehmen, welche die konkrete Implementierung im Kundenauftrag übernehmen. Stand Juli 2008 gab es international etwa 230 Partner, darunter 26 in Deutschland. Das Unternehmen beschäftigt selbst etwa 80 Mitarbeiter in Norwegen, Dänemark, Belgien, Frankreich, Kanada und Deutschland. Die Entwicklergemeinde umfasst nach Angaben von Ibexa mehrere zehntausend Programmierer.

## Funktionsumfang
Der Funktionsumfang zielt auf die schnelle, professionelle und sichere Realisierung von Webapplikationen. Neben CMS-Standardfunktionen wie Sitemaps, Suche und Druckansicht gibt es folgende weitere funktionale Merkmale:
- Logik zur Versionierung[16]
- Medienbibliothek
- Rollenbasiertes Rechtemanagement über Access Control Lists.[17]

Zusätzlich besteht die Möglichkeit, eigene Änderungen an eZ Publish vorzunehmen. Die Systemarchitektur sieht hierfür sogenannte Extensions vor, in denen individuelle Funktionalität hinterlegt wird. Damit lässt sich der „Kernel“ auch nach dem Customizing des Systems auf neue Versionen upgraden. Schließlich existieren seitens der Open-Source-Community rund 800 unter der GPL veröffentlichte Erweiterungen.
Ibexa verfolgt den Ansatz, Erweiterungen der Community kontinuierlich in den „Kernel“ zu integrieren. Damit will man verhindern, dass Mischinstallationen aus „Kernel“ und individuellen Plug-ins entstehen, die dann z. B. hinsichtlich der Migrationsfähigkeit auf neue PHP-Versionen eingeschränkt wären, weil die Plugins in unterschiedlichem Maße unterstützt und weiterentwickelt werden.

## Technologie
Als Webserver wird vom Hersteller Apache empfohlen. Dadurch ist die Software unabhängig vom verwendeten Betriebssystem und kann sowohl unter Windows, Apple macOS, als auch unter verschiedenen Unix-Varianten eingesetzt werden.
Es lassen sich praktisch alle verfügbaren Datenbanken nutzen. Dies geschieht über die Programmierung eines Treibers, ohne dass Änderungen am „Kernel“ vorgenommen werden müssen. Neben der von Ibexa empfohlenen MySQL-Datenbank sind Treiber für PostgreSQL, Microsoft SQL Server und Oracle verfügbar. Aufgrund der Unterstützung offener Standards wie XML und SOAP kann eZ Publish außerdem flexibel in bestehende IT-Infrastrukturen integriert werden.
eZ Publish ist clusterfähig und erzwingt durch die XML-konforme Speicherung aller Inhalte die strenge Trennung von Information und Design (Medienneutrale Datenhaltung), was barrierefreie Gestaltung z. B. für Braille-Geräte sowie die Anbindung anderer Ausgabegeräte wie WAP-Browser oder Mobiltelefone erleichtert.
Im Frühjahr 2012 kündigte Ibexa die neue Enterprise-Edition Version 5 an. Diese basiert auf Symfony2, die erste Release wurde im November 2012 veröffentlicht. Damit die alten Funktionen früherer Versionen noch weiterhin funktionieren, bietet eZ Publish den Legacy Mode an. Somit können Templates von <=4.x weiterverwendet werden, neue Templates werden indessen mit Twig geschrieben.

## eZ Components
Seit dem Sommer 2007 wird mit eZ Components eine Open-Source-Bibliothek unabhängiger Module angeboten, auf deren Grundlage seitdem auch eZ Publish aufbaut. Im Dezember 2009 erschien mit 2009.2 die neunte Version des Pakets.
Es handelt sich um eine Bibliothek von standardisierten Modulen, welche die Applikationsentwicklung beschleunigen soll. Unter anderem existieren Funktionen zum Komprimieren, zur Performance-Optimierung durch Caching, zur Unterstützung von diversen Datenbanken, zum Debugging, für Web-Feeds, zur Generierung von Graphen, zur Analyse und Konvertierung von Bilddateien, zur Unterstützung von E-Mail, Konvertierung von Dokumenten, zur Suche und zur Validierung von Benutzereingaben. Insgesamt werden (Stand: Juli 2012) 46 Module angeboten.
Die eZ Components stellen ein Komponenten-basiertes Framework dar, dessen Elemente auch unabhängig voneinander und in Kombination mit den Bibliotheken anderer Anbieter nutzbar sind. Sie bilden damit eine Alternative etwa zum PEAR-Projekt.
Die Module werden unter der BSD-Lizenz veröffentlicht und können somit auch weiterentwickelt und -verkauft werden. Weiterhin war auch kommerzieller Support von Ibexa erhältlich. Ibexa entwickelte außerdem an der eZ Platform, welche auf den eZ Components basiert und eine Web-Entwicklungsumgebung auf Basis von PHP 6 bieten wird.